# Dougga
Dougga (àrab: دڨة, Dugga) o, segons l'antic nom llatí, Thugga és un jaciment arqueològic de Tunísia a la governació de Béja, delegació de Teboursouk. Cobreix una superfície de 25 hectàrees i és el principal jaciment arqueològic de Tunísia. El 21 de juliol del 1991 fou declarat parc arqueològic nacional. Està inscrit en la llista del Patrimoni de la Humanitat des del 1997.

## Història
Fou una ciutat númida (potser la Toccai esmentada el 305 aC per Diodor de Sicília, que diu que fou una de les primeres viles de l'interior ocupada per Eumac, general d'Agàtocles) i alguns pensen que es tractava de la primera capital del Regne dels massils. Appià la situa sota domini de Cartago com a capital de la regió de la Tusca, que englobava unes 50 ciutats i viles.
D'aquesta època, es conserven algunes restes: el santuari de Baal Hammon (al damunt es va edificar el temple de Saturn), datat al segle ii aC, amb un aspecte obert per als sacrificis i on es col·locaven els exvots. Sota Septimi Sever, va quedar cobert per dos metres de terra i va sorgir el nou temple. També el temple de Masinissa I, la necròpoli dolmènica i el mausoleu libicopúnic, a part d'algunes restes d'edificis coberts per edificacions romanes i alguns monuments públics, dels quals queda alguna resta a nivells inferiors a la zona del Capitoli, mercat i fòrum. D'altra banda, les inscripcions líbiques, públiques i bilingües, són nombroses i daten dels segles III i II aC.
Va caure en mans de Masinissa I (202-148 aC), que en la Tercera Guerra púnica es va aliar amb Roma i va poder conservar una independència teòrica. El 46 aC, el Regne de Numídia fou annexionat a Roma (va reviure breument del 31 al 25 aC) i la ciutat va passar a ser una ciutat provincial romana, però sense patir cap canvi, de moment; en el regnat de Tiberi, s'hi van instal·lar colons romans dependents de la colònia de Cartago, fundada no gaire abans. Així, van sorgir les dues comunitats: els habitants de la civitas, de cultura libicopúnica, i els colons del pagus, de cultura romana. Fou en el segle i que es van construir el teatre, el circ, les termes, alguns temples i el primer aqüeducte i cisterna, i alguna font pública
En temps de Claudi, era un pagus (habitat per colons romans i cartaginesos) i depenia encara de la colònia romana de Cartago, però al costat d'una ciutat númida. Sota Marc Aureli, era una ciutat amb un pagus, però cada vegada més el pagus i la civitas actuaven en comú i Septimi Sever va erigir la ciutat en municipium Septimianum Aurelium liberum Thugga el 205. En aquests anys (195 a 235), va arribar a la seva màxima extensió, però no van sorgir gaires nous monuments sinó que més aviat es van fer arranjaments als ja existents.
Durant el segle ii, la civitas es va romanitzar i fou en aquesta època quan es va construir el teatre, l'odèon, l'hipòdrom i segurament l'amfiteatre; també es van construir els aqüeductes. La divisió, almenys administrativa, entre pagus i ciutat dins el municipi devia romandre, perquè el 256 hi havia dos bisbes, Saturní i Honorat, que van assistir al concili de Cartago, segurament representant-ne l'un el pagus i l'altre la civitas.
El 261, es devia posar fi definitivament a la dualitat quan fou convertida en colònia sota Gal·liè (Colonia Licinia Septima Aurelia Alexandriana Thuggenses). La crisi imperial al segle iv, amb una fiscalitat inaguantable, va buidar la ciutat, com va passar en altres llocs. El 411, el bisbe de Thugga, Pascasi, donatista, va assistir al concili de Cartago. D'aquesta època, és l'església de Victòria, datada a finals del segle iv o principis del V. Thugga es va despoblar sota els vàndals (segle v), ja que el seu nom no apareix en cap dels sínodes i concilis realitzats.
Al segle vi, la zona va passar a mans romanes d'Orient (quan, segurament, ja estava despoblada o almenys hi restava molt poca gent), que la van conservar fins a l'arribada dels àrabs; Justinià I va fer-hi construir una fortalesa, cosa que fou executada pel general Salomó ajuntant el fòrum i el capitoli per formar una fortificació (tot i que menys important que les de Thubursicum Bure, moderna Teboursouk, a 5 km al nord, o Agbia, moderna Borj Brahim, o Thignica moderna Aïn-Tounga), la qual tenia una missió de vigilància de la regió i, en cas d'atac, de protecció de la població, que devia ser poc nombrosa; per a la construcció, va utilitzar molt de material dels edificis ja existents, especialment del fòrum; fou llavors quan es va construir la muralla anomenada númida (perquè es pensava que era preromana). Va desaparèixer sota els àrabs i, en tot cas, va romandre com un llogaret sense importància.
Fou visitada el 1631 per Tomàs d'Arcos, provençal d'origen aragonès, que havia estat capturat pels pirates i venut a un tunisià, i que va comprar la llibertat i es va convertir a l'islam; en aquesta època, era un llogaret agrícola. Més tard, el van visitar altres europeus. Les excavacions van començar el 1881 i es van posar a la llum nombrosos monuments i 2.000 inscripcions líbiques, púniques, gregues i llatines. Actualment, s'ha excavat un terç de l'àrea. El llogaret tunisià que hi havia al mateix lloc de les ruïnes ha estat desplaçat uns cinc km i es diu ara Nova Dougga (Dougga El Jedida)

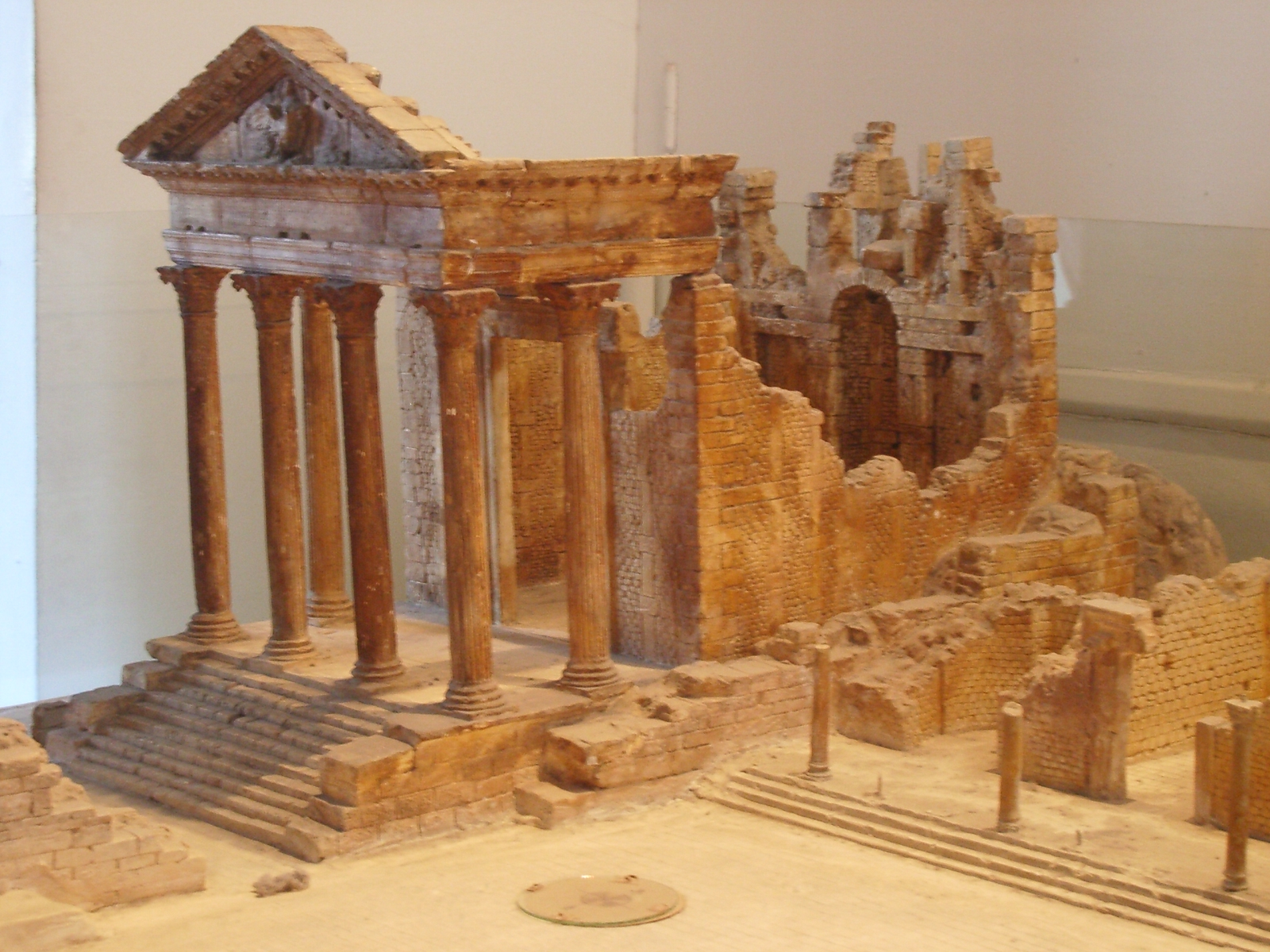
Maqueta de Dougga al Museu del Bardo

## Llocs destacats

### Fòrum de Dougga

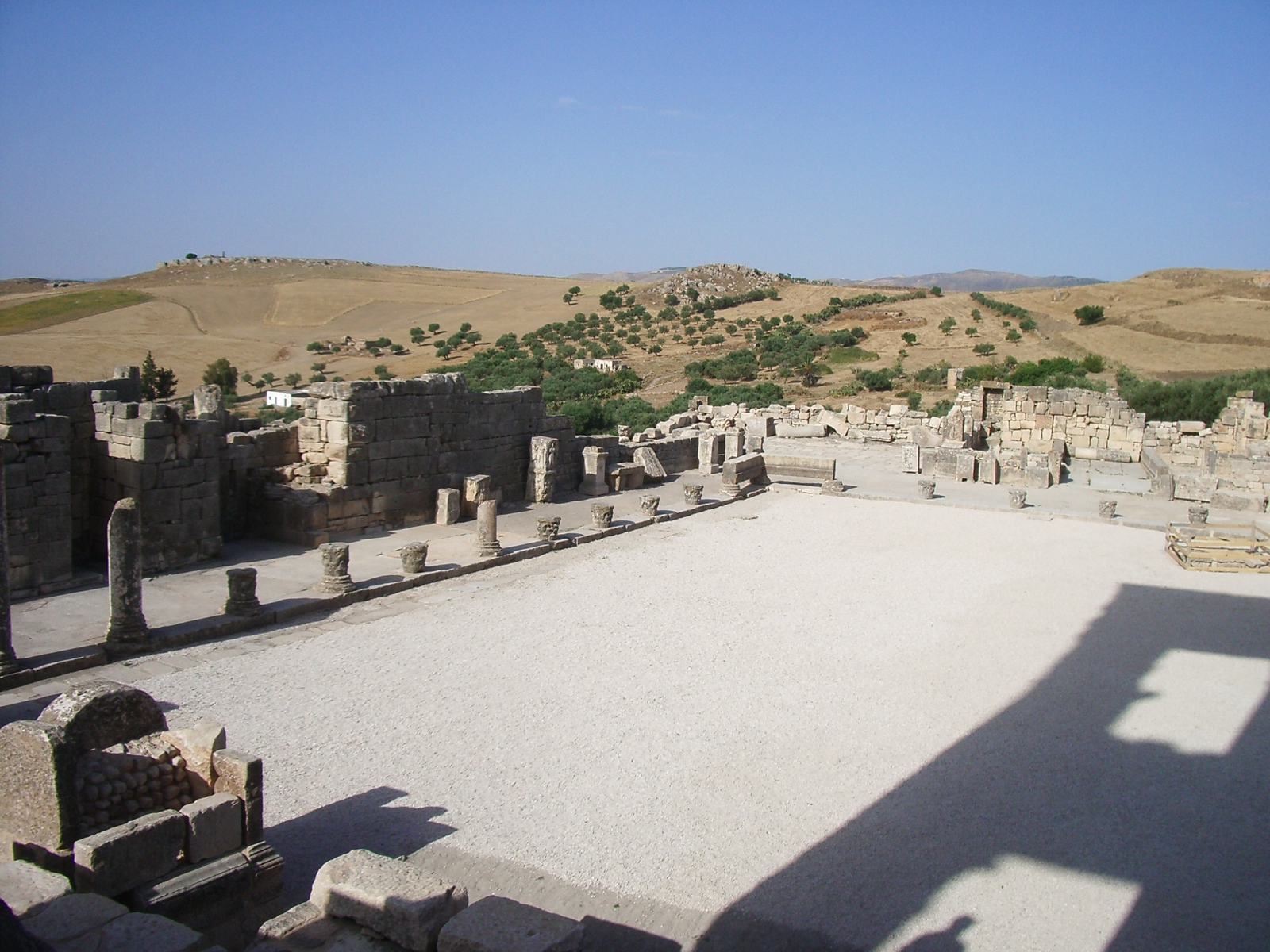
Fòrum

El fòrum de Dougga és una plaça pavimentada, amb algunes restes al seu contorn, que es troba al jaciment arqueològic de Dougga, a Tunísia, a la part esquerra segons es mira el capitoli de front. Està protegit, al fons, per una muralla romana d'Orient de construcció molt posterior. A la dreta, queda la plaça dels vents, que es diu així perquè, a terra, hi ha gravats els noms dels dotze vents que es donen al país; al fons de la plaça dels vents, hi ha un petit temple anomenat temple de Mercuri. La plaça dels vents era al costat de l'edifici del mercat (del qual resta el paviment), que fou fundat sota l'emperador Claudi o, una mica abans, amb Tiberi. L'àrea a la plaça dels vents era anomenada en època romana area macelli ('plaça del mercat') i fou construïda segurament a costa dels Pacuvis (Pacuvii), que també van construir l'edifici del mercat a un costat de la plaça i el temple de Mercuri a l'altre costat. El fòrum mesurava 38,5 metres x 24 metres i estava rodejat de pòrtics per tres costats.

### Capitoli de Dougga

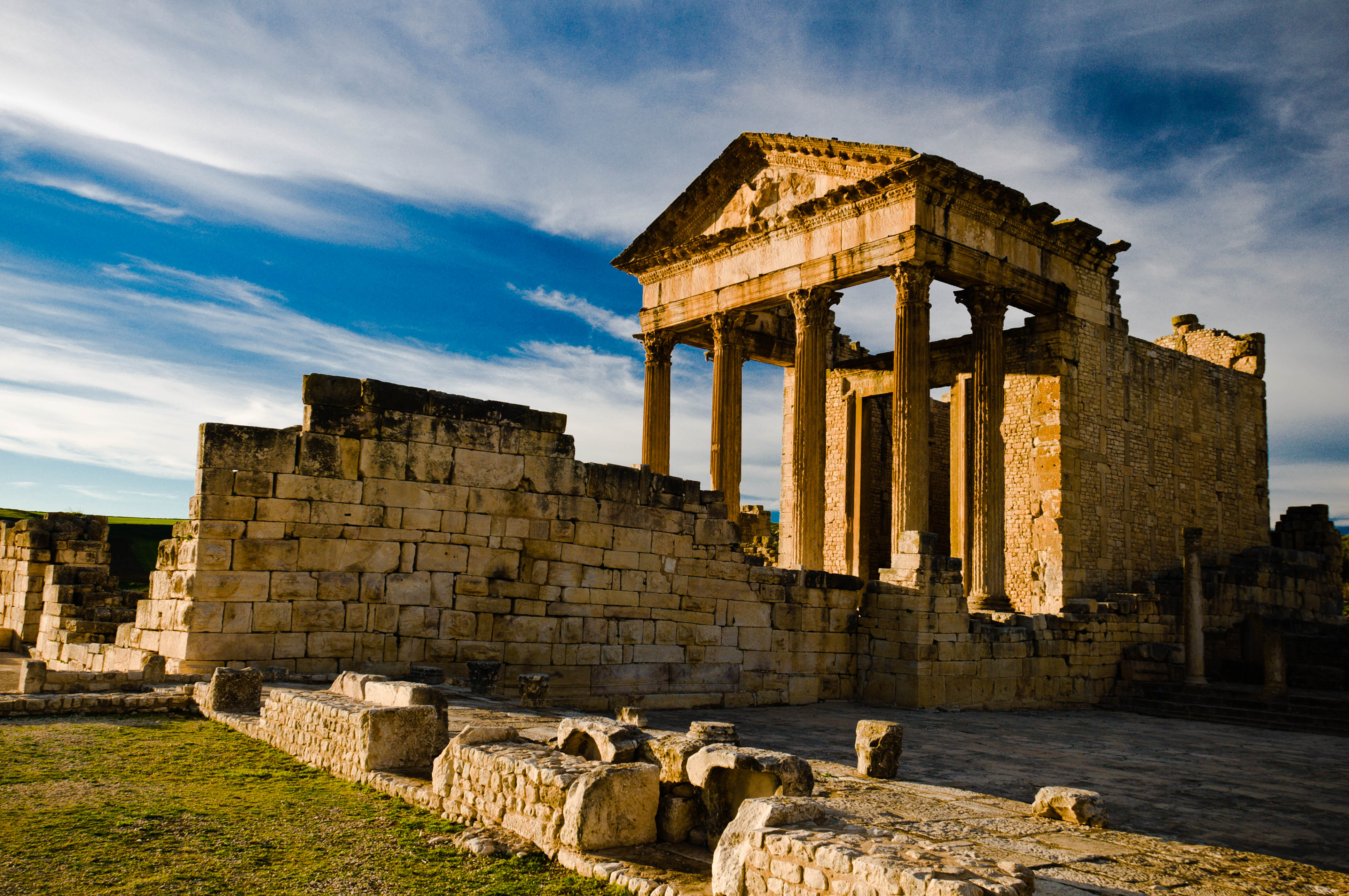
Capitoli

El capitoli de Dougga és un temple romà del jaciment arqueològic de Dougga, a Tunísia, que fou construït al segle ii i estava dedicat als déus protectors romans, Júpiter, Juno i Minerva. A la dreta, es troba el temple de Mercuri i la plaça dels vents i, a l'esquerra, el fòrum de Dougga i una muralla romana d'Orient molt posterior. Una estàtua colossal de Júpiter es trobava col·locada al fons del temple. Fou construït a expenses d'un ciutadà ric de Dougga (Thugga), Lucius Marcius Simplex, i del seu fill Lucius Marcius Simplex Regillianus, el 166 o 167. Està precedit d'una plataforma enllosada que servia de cort per als fidels; té una escala que dona a un pòrtic amb quatre columnes a la façana i dos de retorn, després de les quals hi havia la sala de culte (13 x 14 metres) amb tres nínxols al fons (el del mig tenia l'estàtua de Júpiter i els altres les de Juno i Minerva). Al frontal, té un relleu que representa un home agafat per una àliga, simbolitzant l'apoteosi de l'emperador Antoní Pius (138-161).

### Circ de Dougga
El circ de Dougga és un monument del jaciment arqueològic de Dougga a Tunísia, que mesura 393 metres de llarg amb una pista de 190 metres de llarg i un circ de 6 metres, construït el 224 sobre un terreny al nord-oest de la ciutat cedit testamentàriament el 214 per una ciutadana de Thugga, anomenada Gabínia Hermiona (segurament una persona rica i notable), segon indica la dedicatòria. El circ és modest comparat a altres (per exemple el de Cartago feia 570 metres). El monument no està ben conservat.

### Temple de Saturn

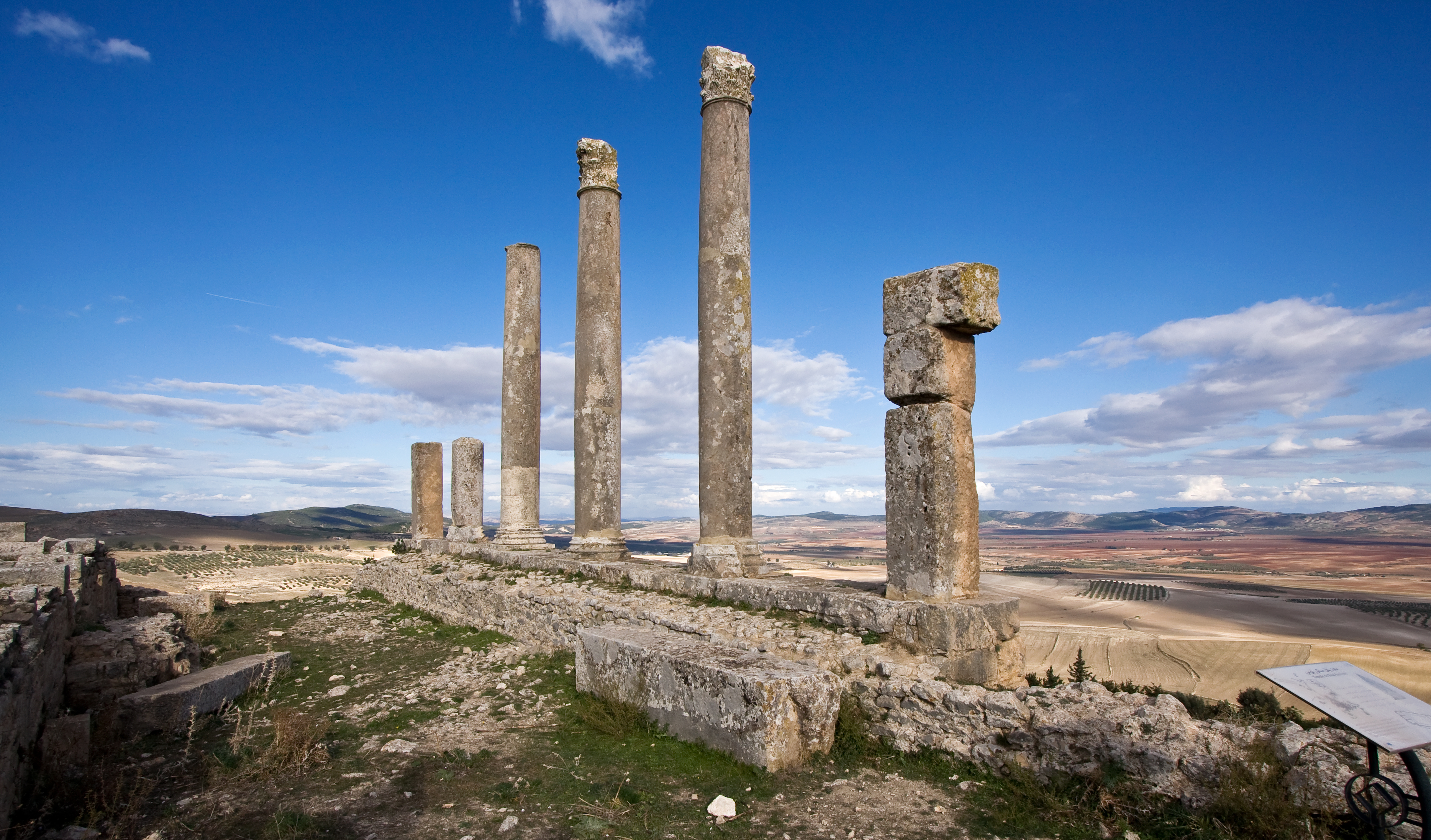
Temple de Saturn

El Temple de Saturn és un temple relativament mal conservat en comparació amb altres del conjunt arqueològic de Dougga a Tunísia. El culte a Saturn probablement va substituir en el culte al deu Baal Hammon púnic al segle ii. El temple és visible per l'accés de les ruïnes, ja que està sobre un turó. Té una porta d'entrada a un vestíbul, una cort a cel obert rodejada de pòrtics i tres cel·les on hi havia les divinitats objecte de culte; i a l'interior, sota terra, hi ha unes cisternes que recollien l'aigua i més a sota s'han trobat restes de l'antic temple púnic-númida; al fons una capella i canalitzacions d'aigua. Aquest temple fou construït en el regnat de l'emperador Septimi Sever (193-211) juntament amb un arc triomfal que porta el seu nom.

### Temple de Plutó

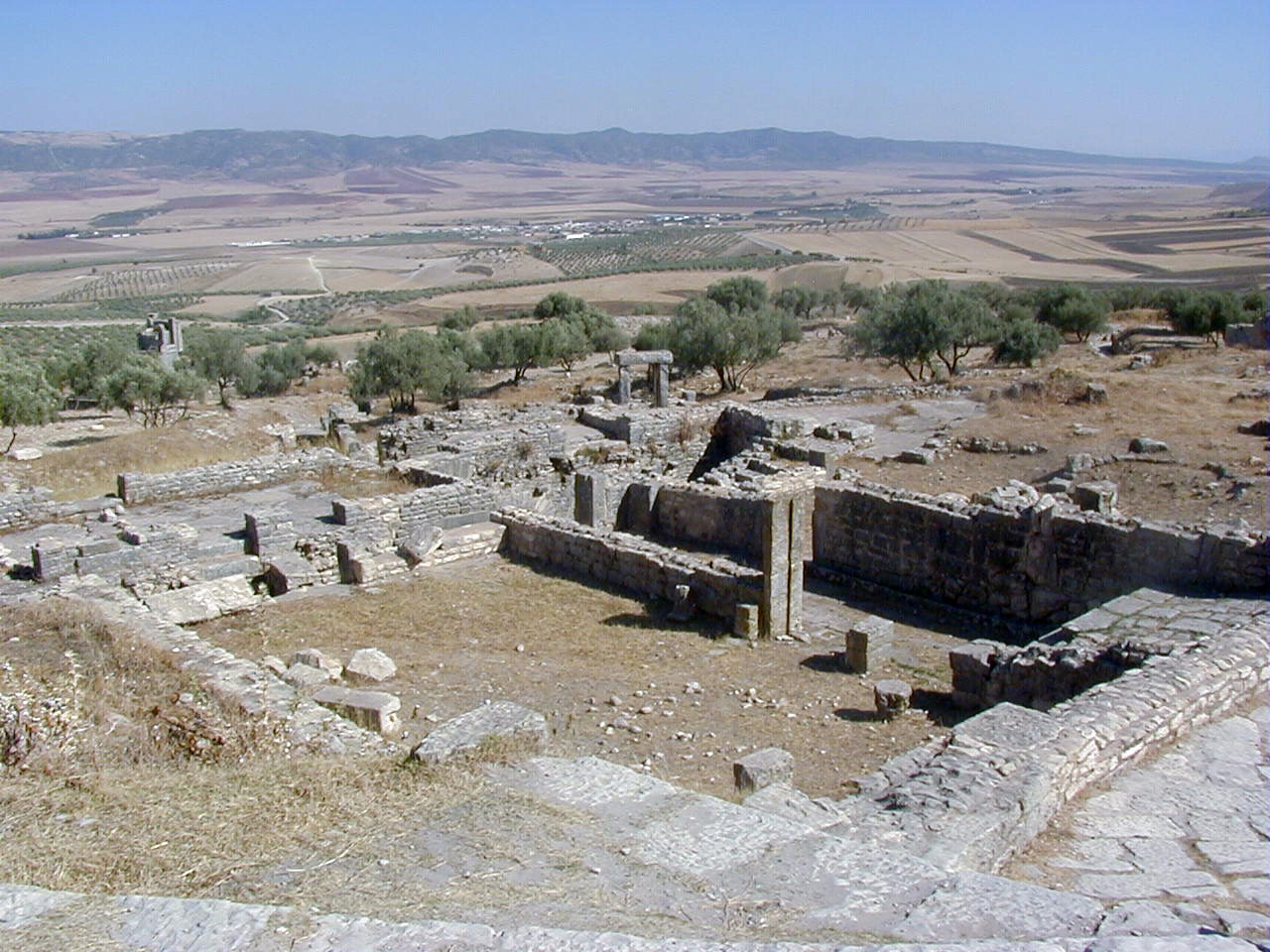
Temple de Plutó

El Temple de Plutó és una estructura del jaciment arqueològic de Dougga, a Tunísia, situada prop dels banys dels Ciclops, dedicada a temple pagà, i que se suposa que podia estar dedicat al déu Plutó, ja que un bust de Plutó es va trobar durant l'excavació del lloc (Plutó era el geni protector de Thugga). Es conserva el terra, les escales i una porta i algunes columnes. Era un complex d'importància mitjana en el que no es van trobar inscripcions i s'ha interpretat en funció de les seves característiques arquitectòniques i el seu context arqueològic. Està format per un vestíbul en forma de terrassa, i col·locat en pòdium. La forma és rectangular i l'accés és per unes escales de les quals les superiors ja no hi són, i que porten al pronaos, més enllà de la qual la cel·la o sala de culte amb els murs laterals encara conservats fins a 1,29 metres; la porta d'entrada té una altura de 3,10 metres.

### Temple de la Victòria de Caracal·la
El temple de la Victòria de Caracal·la (o més precisament "de les Victòries de Caracal·la) és un temple pagà romà del jaciment arqueològic de Dougga, a Tunísia, construït en honor de l'emperador Caracal·la durant el regnat d'aquest emperador (198-211), probablement al principi del segle iii. És un dels 28 temples que se sap que hi havia al centre de Dougga. Construït sobre un terreny en pendent, van caldre importants treballs per a construir-lo. És al costat de la casa de Venus. Les dimensions són 41,5 x 14,20 metres, i es troba sobre un pòdium. L'accés és per una porta lateral a la qual s'arriba per tres esglaons que donen a una gran sala enllosada, confrontada al nord per una altra sala rectangular amb un pòrtic, al qual s'accedeix per una escala monumental.

### Temple de Minerva

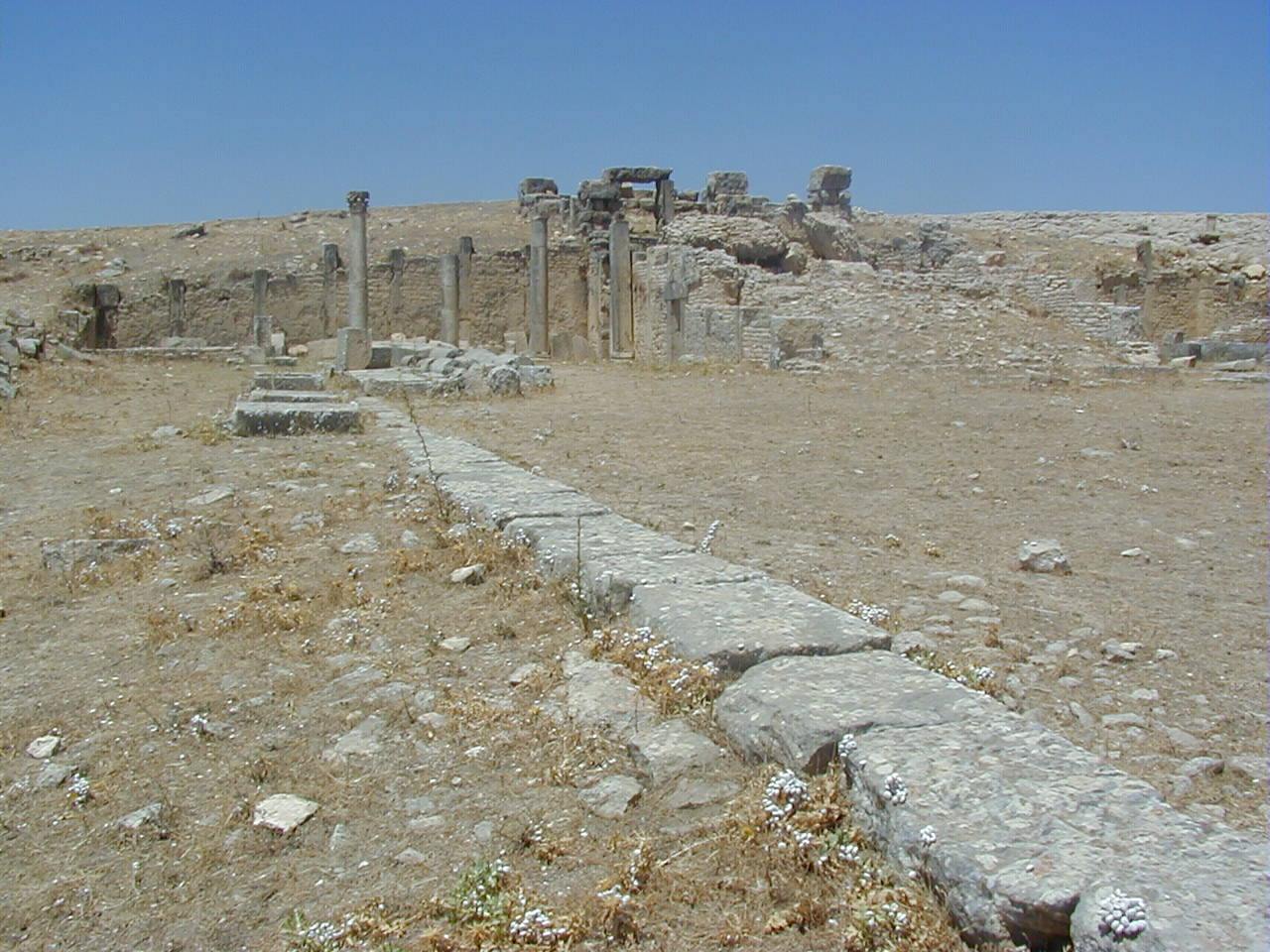
Temple de Minerva

El Temple de Minerva és un temple pagà del jaciment arqueològic de Dougga a Tunísia, construït pels romans vers la segona meitat del segle i sota l'emperador Domicià o sota Antoní Pius (138-168). El va pagar la sacerdotessa del culte imperial Iulia Paula Laenatiana. El seu estat és molt precari amb només una petita part de les parets encara en peu, i algunes columnes, a més del paviment. Està orientat al sud-oest. La sala principal estava precedida d'un pòrtic ja desaparegut; a la cel·la o sala de culte s'accedia per una escala monumental erigida sobre un pòdium, i a l'interior de la sala i havia altres sales que tenien accés per portes laterals.

### Arc de Septimi Sever

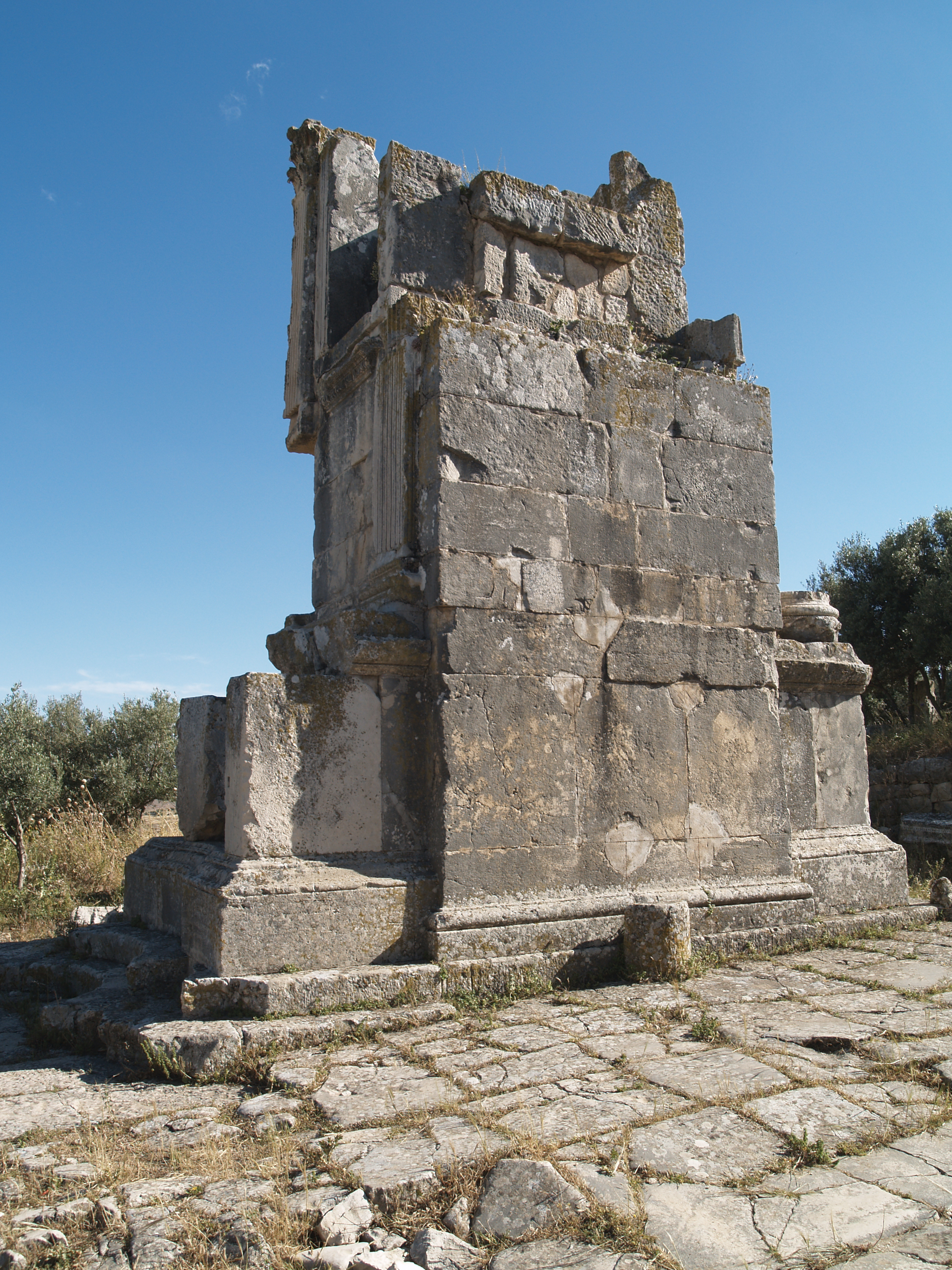
Arc de Septimi Sever

Arc de Septimi Sever de Dougga és actualment les restes d'una estructura que formaven un arc triomfal que estava dedicat a l'emperador Septimi Sever (193-211) al jaciment arqueològic de Dougga a Tunísia en commemoració de l'elevació de la ciutat a municipi. Era proper al temple de Plutó de Dougga. Va ser construït a començaments del segle iii. Està format per una arcada de 5 metres d'obertura sostinguda per peus decorats amb nínxols rectangulars poc fondos. Té una inscripció dedicada a l'emperador i a la seva dona Júlia Domna i una altra als fills (Caracal·la i Publi Septimi Geta). Era punt de sortida a la via de Theveste.

### Trifolium

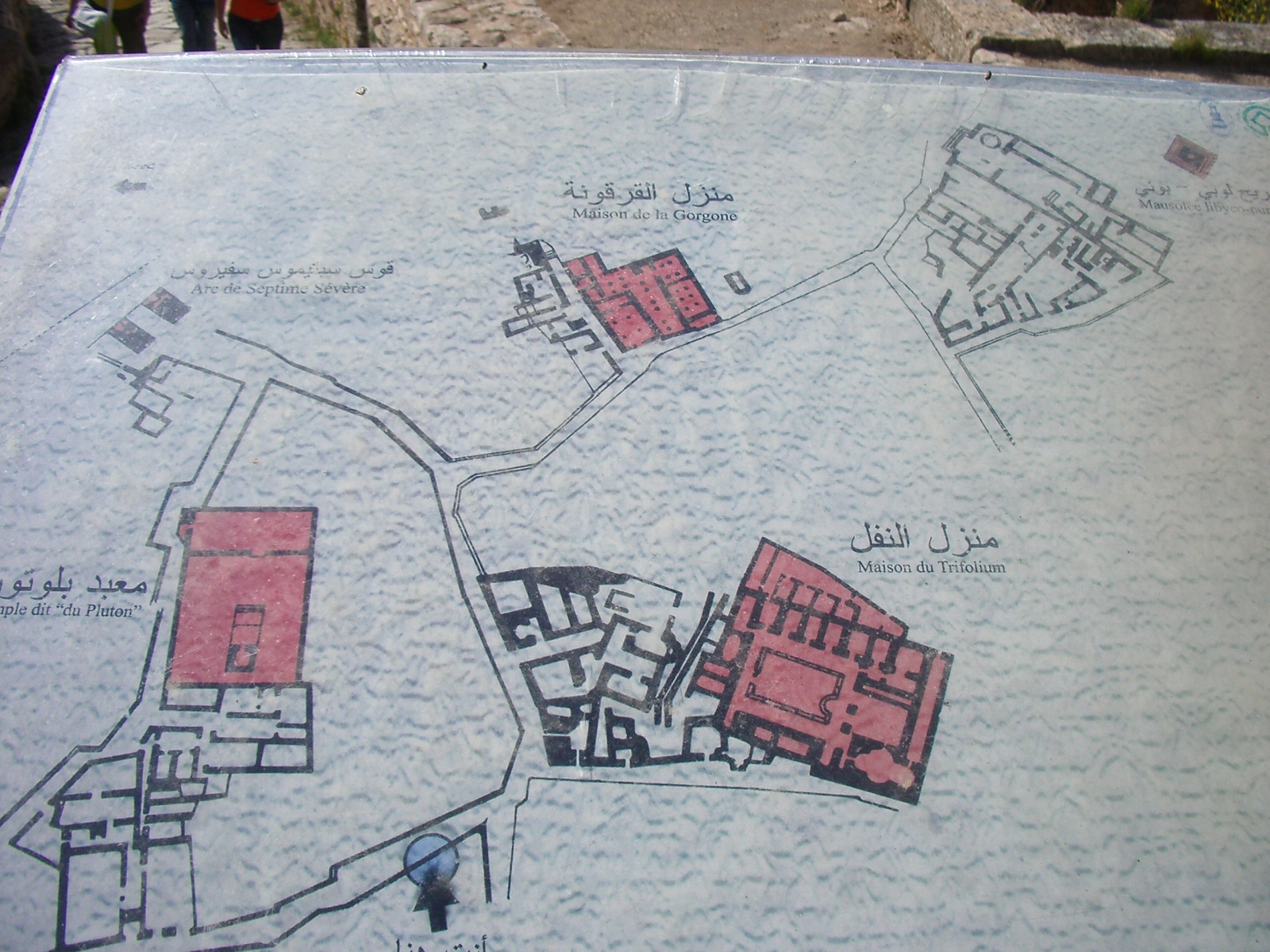
Trifolium

El trifolium de Dougga és un edifici en ruïnes del jaciment arqueològic de Dougga, a Tunísia, que era dedicat a prostíbul. A una pedra de la rodalia un penis gravat sobre la pedra i dos pits marquen el camí. Al costat del trifolium hi havia els banys (latrines), els quals estan relativament ben conservats (vegeu Banys dels Ciclops). El Trifolium és al barri del sud i és la casa particular més gran del lloc de Dougga. Està format per una planta arran de carrer (de la qual no queda quasi res) i una a nivell inferior aprofitant el desnivell. L'accés era per porxo amb dues columnes al carrer i s'entrava a un vestíbul del que sortien les escales que baixaven a la planta de baix organitzada entorn d'un pati rodejat de pòrtic i ocupat al centre per jardí. A la galeria oest donaven les tres portes de la gran cambra, el oecus, que també donava al nord a una altra cambra; a la part sud les cambres eren més petites; a la zona del pòrtic hi havia una cisterna i al seu costat una fonteta.

### Casa de les estacions
La Casa de les Estacions o Casa de l'Anec i les Estacions de Dougga és una de les cases del jaciment arqueològic de Dougga a Tunísia, que conserva el mosaic del paviment. És a la zona sud-est i està data al segle iii. Està construïda sobre un terreny amb forta pendent i la formaven dos plantes, la superior que obria al carrer que porta al trifolium de Dougga i al mausoleu libico-púnic de Dougga, i la planta baixa que donava al carrer que porta al temple de Plutó; entre una i altra planta hi havia un entresol i escales que comunicaven els dos nivells. Deu el nom a dos mosaics, un a la part superior amb un ànec i un a la inferior amb un geni de l'abundància rodejat de les quatre estacions, primavera, estiu, tardor i hivern. Aquest mosaic és avui dia al Museu del Bardo.

### Casa de Gòrgona

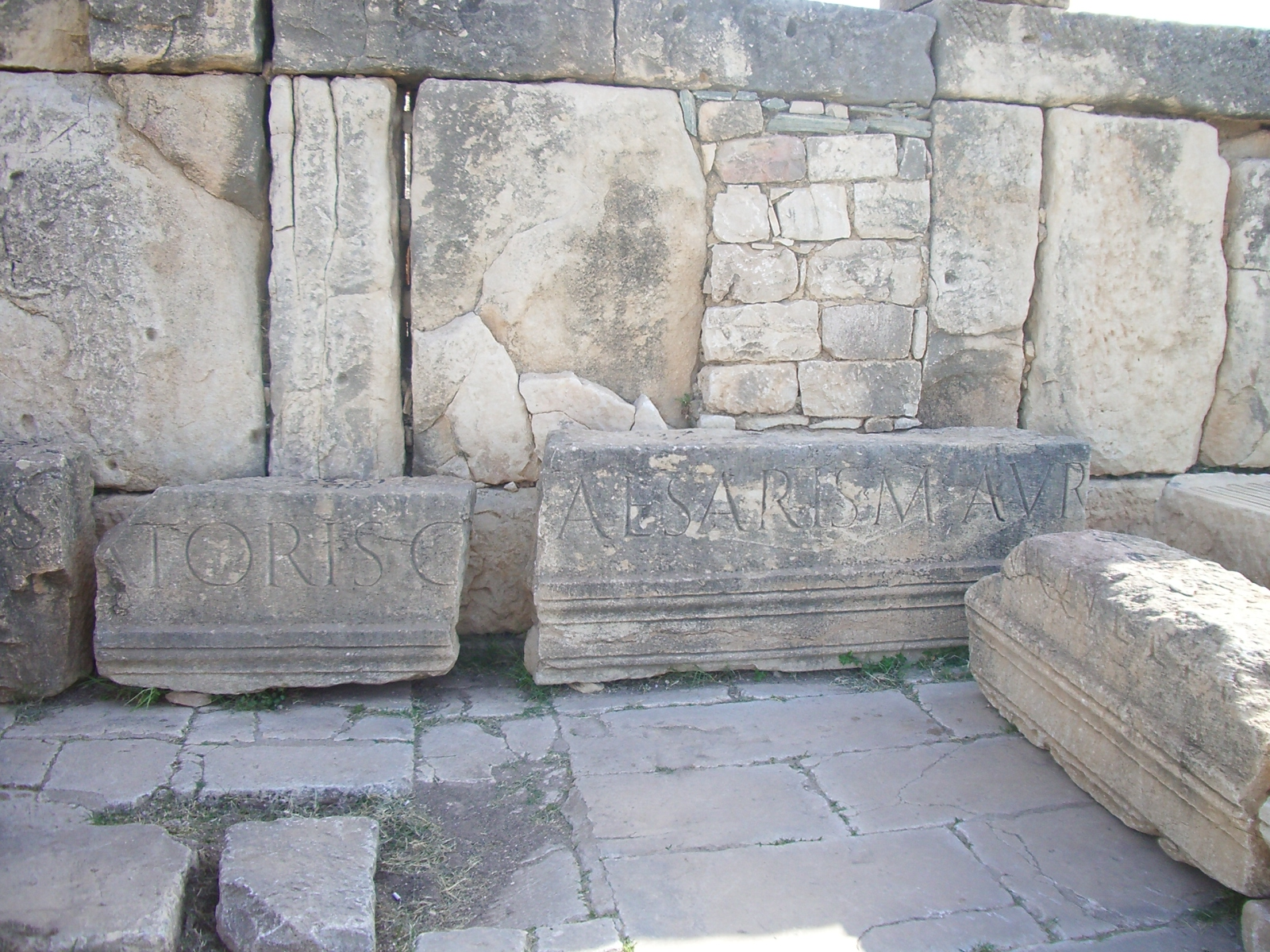
Inscripció en pedres d'un edifici de Dougga

La casa de Gòrgona és una de les cases del jaciment arqueològic de Dougga, a Tunísia, que conserva mosaics al paviment. Està lleugerament separada de la resta de cases amb paviment, al sud-est de la vila, amb l'entrada principal assenyalada pel porxo; el subsòl agafava la llum del carrer per claraboies; s'hi entrava per una porta de la part sud-est. Al vestíbul, hi ha una cisterna amb les voltes sostingudes per dues files de tres pilars. Deu el seu nom al mosaic del vestíbul que figura en un medalló central que mostra el cap de Medusa, i que és al Museu del Bardo, encara que el seu estat no és òptim. La casa, tanmateix, té poc més que el paviment i algunes pedres que li corresponen.

### Casa de Venus

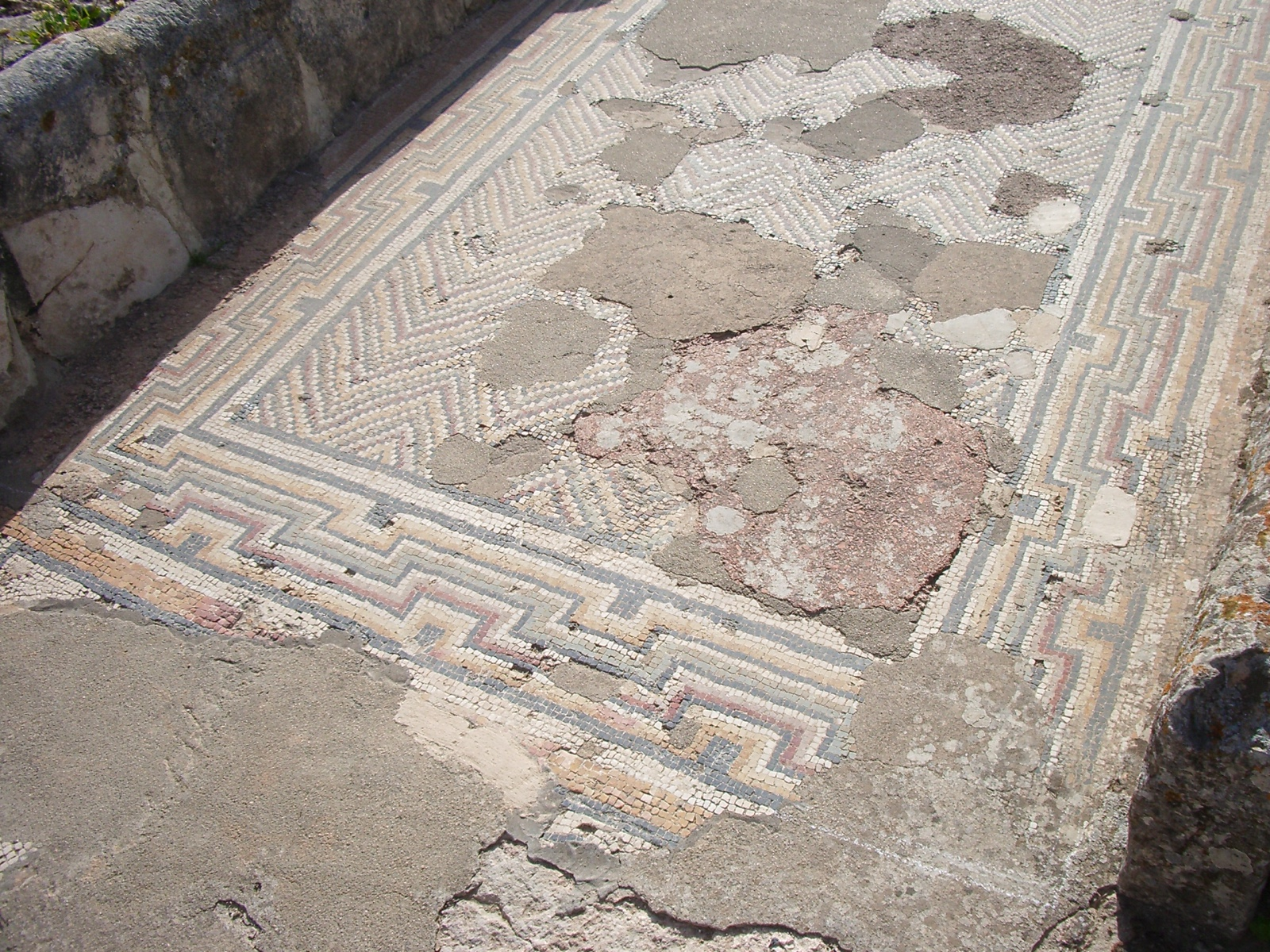
Un dels mosaics de Dougga

Casa de Venus de Dougga és una casa d'algun notable romà situada en el jaciment arqueològic de Dougga, a Tunísia. És una casa veïna del temple de la Victòria de Caracal·la, de dimensions mitjanes, amb accés pel carrer que la separa del temple de Dar Laccheb; entre les cambres, hi ha un triclinium (sala de menjar) i un cubiculum (cambra de dormir), amb sòls amb mosaics de decorat vegetal. El nom deriva d'un mosaic on figuren Venus i els Cupidos en un ambient marí. Aquesta casa fou construïda segurament al segle ii i fou reformada diverses vegades i encara mostra signes d'haver estat habitada el segle v. De la casa en si mateix, queda poc més que els paviments, trossos de paret i pedres fora de lloc, però que li corresponen.

### Temple de Masinissa
El temple de Masinissa o santuari de Masinissa és una resta arquitectònica religiosa númida del jaciment arqueològic de Dougga a Tunísia. El seu nom original és maqdes (santuari) de Masinissa i fou edificat a la memòria del rei Masinissa I, mort el 148 aC, vers el 139 aC. Aquest santuari es troba a l'oest del Capitoli de Dougga, prop del fòrum i està construït per uns blocs de pedra que formen una estructura rectangular de 14,65 metres de llarg i 6,30 metres d'ample, similar al santuari de Simithus construït igualment regnant Macipsa (148 aC-118 aC). Abans de la seva identificació ja era conegut per una inscripció bilingüe púnica i líbica, trobada el 1904 a la vora del fòrum i avui al Museu del Bardo, i datada el 139 aC, en el qual es commemora la construcció pels notables de la ciutat de Thugga (Dougga) del maqdes en memòria del rei Masinissa.

### Temples menors de Dougga
El temples menors de Dougga són una sèrie de temples pagans del jaciment arqueològic de Dougga a Tunísia, que foren construïts en el segle i i II. El temple de Mercuri (mitologia) i el d'August són a la dreta del Capitoli de Dougga; els temples de la Concòrdia, de Libera patria i Frugiteri (Temple de Frugifer) i el temple de Tel·lus es troben enfront del capitoli més propers al mercat de Dougga. Les restes estan relativament ben conservades i constitueixen només una part petita dels temples de la ciutat, ja que s'han constatat per inscripcions 28 temples al segle iii, i nomé n'hi ha 19 de localitzats.
El temple d'August o de la Fortuna d'August, el de la Concòrdia de Venus i el de Mercuri August foren construïts en el regnat de l'emperador Hadrià. Aquests temples els va pagar el patró de la civitas i del pagus Quintus Maedius Severus en nom seu i de la seva filla la flamínia perpètua Maedia Lentula. El temple de la Pietat d'August es va construir en execució del testament de Gai Pompeu Nahani, en un terreny de la seva propietat; té escales d'accés i un vestíbul amb un petit absis elevats sobre un pòdium. El temple de Mercuri al costat del Capitoli és del regnat de Còmmode (180-193) i el va pagar Quintus Pacuvius Saturus i la seva dona Nahania Victoria executant el testament del seu fill, un militar mort en servei; en aquest darrer temple, amb tres sales de culte (una rectangular al mig i dues semicirculars als costats) es van trobar uns sarcòfags del període del baix imperi, i un premsa d'oli del temps dels vàndals.
El temple de Tel·lus era dedicat a aquesta deessa i fou edificat en un terreny privat inicialment al final del segle i, i restaurat el 261 a costa de la flamínia perpetua Bòtria Fortunata. És de reduïdes dimensions i té una escala d'accés (tres escalons) amb una cort rodejada per un peristil i tres cel·les amb tres nínxols semicirculars Dintre d'aquest grup cal incloure al temple de Neptuni, un petit santuari, amb nom provisional, ja que no se sap a qui estava dedicat tot i que Neptuni és la deïtat més probable, proper al temple de Saturn i orientat a l'est dominant la vall de l'Oued Khalled. Té unes escales que donen a un pòrtic i de alí a la sala de culte; tenia un nínxol on era la deïtat tutelar.
El temple de Liber Pater o Patria i a Frugifer es va construir sobre un terreny de propietat d'Aule Gabini Dat i a les seves costes i del seu fill Marc Gabini Bas. Juntament amb el temple de Concòrdia construït per ells mateixos, és conegut com a temples o complex dels Gabinis (Gabinii). El temple del Sol és un petit santuari quadrat a l'antic camí entre la cisterna d'Aïn Mizeb i el temple de Minerva. Es va construir a la part final del segle iii i s'hi accedeix per quatre escalons que donen a un vestíbul d'on s'accedeix a la sala de culte.
Altres temples menors són: una capella pagana del segle i, el santuari de Minerva (diferent del Temple de Minerva), un temple anònim construït a la segona meitat del segle ii, un altre temple anònim al nord del temple de Mercuri, i un altre temple anònim al nord del santuari líbic-púnic.

### Mansions de Dougga

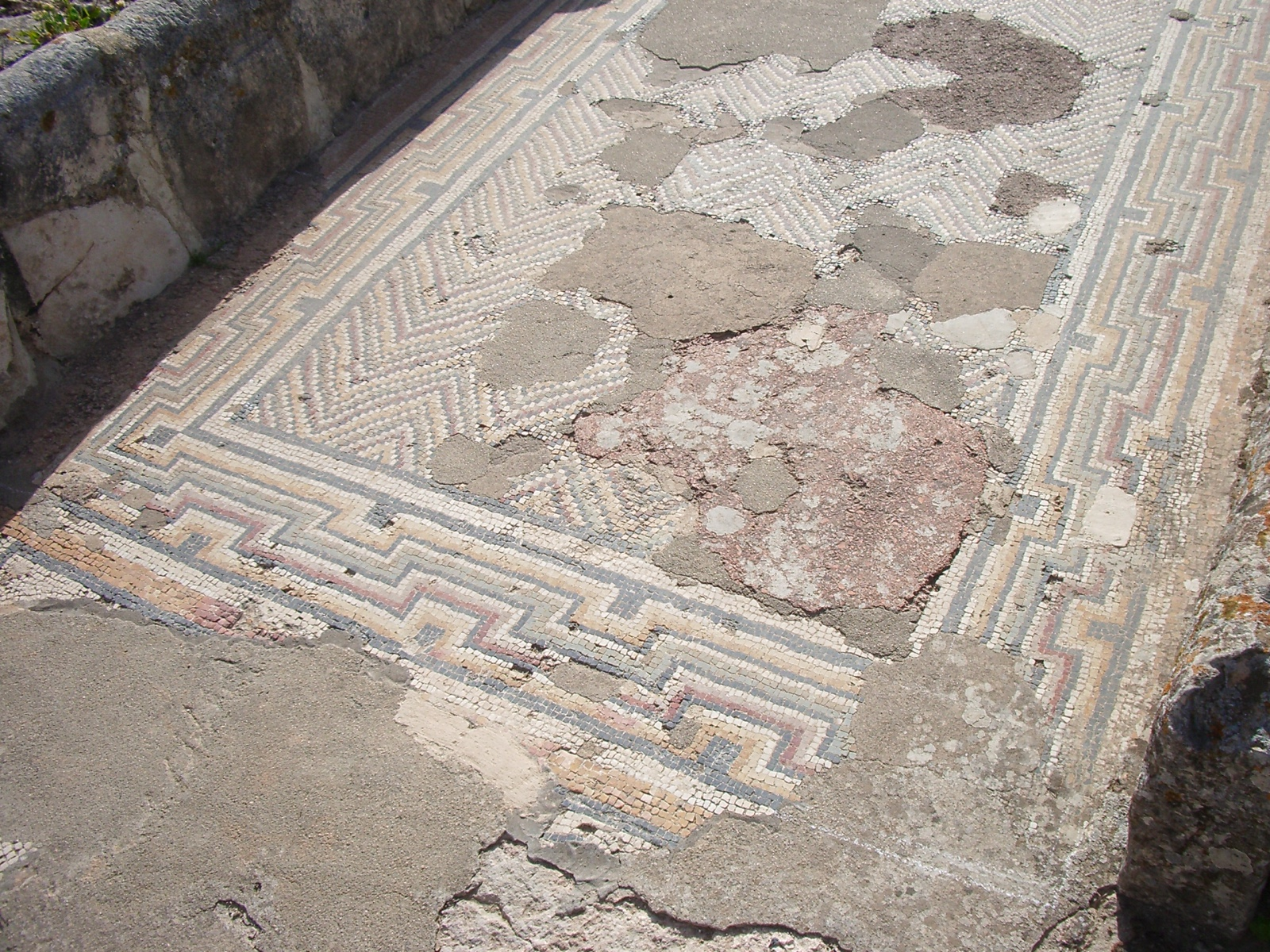
Mosaic a Dougga

Les mansions de Dougga són diverses cases del jaciment arqueològic de Dougga, a Tunísia, que sens dubte corresponien a ciutadans notables, i que disposen de mosaics en millor o pitjor grau de conservació. El millor mosaic que resta és el de la casa de Venus, però altres cases tenen també mosaics com la casa anomenada Omnia tibi Felicia, la de Dionisi i Ulisses i la de Gòrgona, que es troben força properes una a l'altra, segurament en una zona on vivien els notables de la ciutat, en el que fou el centre de la civitas. En total, hi ha dotze cases identificades, totes les quals deuen el nom als mosaics, excepte la casa del Trifolium de Dougga i la casa de les Escales.
La casa dels Vinaters és propera al mercat i l'entrada n'és pel carrer de les termes de Caracal·la. Té un mosaic amb composicions geomètriques i el mosaic principal en una de les cambres es pot datar del segle iii i representa dos vinaters portant àmfores a l'esquena de les quals treuen el vi que aboquen a les copes que porten els dos clients; a les àmfores, hi ha escrit "beu i viuràs"; també hi ha dos servidors que donen flors i perfum als que beuen; aquest mosaic és avui al Museu del Bardo. La casa de les Escales és al sud-est del mercat, al mateix carrer que l'anterior; en estar en un lloc amb pendent, calen nombrosos escalons per a accedir als diferents nivells; al centre de la casa, hi ha un pati vorejat del que foren cambres petites, a la part oposada per un pòrtic. Unes escales permeten pujar a les cambres de la part nord i oest; aquesta part nord està molt danyada; a la part sud-est, sembla que hi havia alguna cambra dedicada a botiga.
La casa del Laberint està a l'est de les termes de Caracal·la i rep aquest nom pel mosaic del seu vestíbul, una figura geomètrica que representa el plànol del laberint, datat del segle iii. Actualment, el mosaic és al Museu del Bardo. La casa té altres mosaics més antics. La casa de les Tres Màscares és al costat de la casa del Laberint, i sembla haver patit nombroses reformes i modificacions. El nom deriva d'un mosaic al terra d'una de les cambres, datat del segle iii, amb tres màscares, dues de bacants i una de silene; com els altres bons mosaics, avui és al Bardo.
La casa de Dionisi i Ulisses (Dionysos i Ulysses) és al sud de les termes de Caracal·la, i sembla que era una de les més fastuoses de la ciutat. Estava formada per dues plantes, però actualment només en resten elements considerables d'una de les plantes. L'accés era per escala amb 14 escalons, que portava a una sala rodejada d'un pòrtic que donava pas a les diferents cambres. Els mosaics que s'hi van trobar, datats del regnat de Gal·liè (260-268), mostren un Dionisi triomfant sobre el pirates tirrens, i Ulisses resistint el cant de les sirenes; aquesta casa contenia en total nou mosaics, dels quals set són al Bardo.
La casa d'Omnia tibi felicia ('Que tot et porti la felicitat') és al sud de les termes i té accés per una porta del carrer del temple de Dar Laccheb. Al mosaic del vestíbul, hi havia gravades les paraules de benvinguda que li van donar nom; aquest mosaic és del baix imperi (segle iv) i està exposat al Museu del Bardo. La casa tenia un pati, on hi havia una cisterna i, al nord, est i oest, es repartien les cambres. La casa de Marsyas és al sud-est del temple de Dar Laccheb; és relativament petita i formada per tres cambres. El nom li fou donat per un mosaic que representa episodis del famós mite del pastor Marsyas, que es va atrevir a desafiar en un concurs el déu de la música, Apol·lo; el descobriment de la doble flauta per la dea Atena, que fou sorpresa per Marsyas; la lluita musical entre Apol·lo i Marsyas i el càstig del pastor.
La casa d'Eros i Psyche es troba a prop de les termes d'Aïn Doura i només ha estat excavada parcialment sense poder veure el conjunt de la casa, que tenia un pati i un pòrtic que donaven a diferents cambres, de les quals s'han posat a la llum dos cubiculum (sales de dormir); al pati, hi ha restes d'un atri italià i columnes rodejant l'impluvium i una bassa. Deu el nom a un mosaic del terra de l'impluvium, on Eros i Psyche són representats en una barca, l'un com a músic tocant la flauta i l'altra dansant en festa, i en una altra escena els dos agafats amb una taula de joc sobre els genolls. A l'ala oest, s'han trobat panells de pintures.

## Altres llocs
- Teatre apte per 3.500 espectadors, i el petit teatre de culte
- Capitoli
- Necròpolis dolmènica
- Mausoleu libico-púnic de Dougga
- Temple anomenat Dar Laccheb (es va suposar, erròniament, que era un mercat d'esclaus)
- Temple de Celestis de Dougga
- Cisternes d'Aïn El Hammam
- Cisternes d'Aïn Mizeb
- Arc d'Alexandre Sever
- Banys dels Ciclops
- Termes de Caracal·la
- Font d'Aïn Doura, nimfeus i altres fonts, i termes i latrines d'Aïn Doura

## Thomas d'Arcos, primer europeu a Dougga
Al segle xvii, Thomas d'Arcos, captiu, va visitar les ruines de Thugga (que ell anomena 'Duca'), on el seu amo tenia una granja, i les de Thignica, i en va fer una descripció, publicada a principis del segle xx.